# Medellín (rijeka)
Medellín je rijeka u Kolumbiji, pritoka rijeke Nechi. Pripada porječju rijeke Magdalene.